# Волны (фильм, 2024)
«Волны» (чеш. Vlny) — чешско-словацкий художественный исторический драматический триллер-фильм 2024 года, снятый и написанный Иржи Мадлом, действие которого происходит на фоне событий Пражской весны. Фильм, основанный на реальных событиях, рассказывает о борьбе сотрудников Чехословацкого радио за сохранение свободы слова в период от студенческой забастовки в Страгове в 1967 году до вторжения войск Варшавского договора в августе 1968 года.. Мировая премьера фильма состоялась на Международном кинофестивале в Карловых Варах. Заглавную песню «Vlny» написала и исполнила Эва Фарна.
Фильм «Волны» вышел в прокат 15 августа 2024 года. Он стал самым просматриваемым в Чешской Республике и самым кассовым чешским фильмом 2024 года и вторым самым кассовым чешским фильмом всех времён. Его посмотрели почти 886 000 зрителей.
10 сентября 2024 года Чешская академия кино и телевидения выбрала фильм «Волны» в качестве чешского кандидата на премию «Оскар» в категории «Лучший международный полнометражный фильм» из тринадцати полнометражных фильмов. Затем 16 декабря 2024 года они вошли в шорт-лист премии «Оскар», состоящий из 15 номинантов, выбранных из 85 фильмов мирового конкурса, однако в конечном итоге номинирован не был. В 2025 году фильм получил 14 номинаций на премию «Чешский лев» и премию «Спутник» в категории «Лучший фильм на иностранном языке».

## Сюжет
Фильм рассказывает историю молодого техника Томаша Гавлика, который во второй половине 1960-х годов в период политической либерализации перед Пражской весной случайно попадает в престижную редакцию Чехословацкого радио. Там он знакомится с такими известными журналистами, как Милан Вайнер, Вера Штёвицкова, Иржи Динстбир, Любош Добровский, Ян Петранек и Людвик Чермак.
Томаш, который заботится о своём младшем брате Павле после смерти их родителей, поначалу озабочен в первую очередь тем, как прокормить и защитить их обоих. Однако вскоре после прохождения прослушивания у Милана Вайнера, он оказывается втянутым в опасный мир, а именно на Чехословацком радио, где редакторы стремятся предоставлять независимые новости, несмотря на давление со стороны секретных служб государственной безопасности Чехословакии. Томаш начинает работать там техником. По мере обострения политической ситуации ему приходится сталкиваться со сложным моральным выбором, выбирая между преданностью брату и преданностью истине.
Редакторы получают компрометирующие записи, которые собираются опубликовать, но прежде чем они успевают что-либо сделать, их преследует секретная служба Чехословакии. Основной целью является Томаш Гавлик, поскольку его брат участвует в сопротивлении режиму. Томаш вынужден сотрудничать со секретной службой и доносить на своих коллег. Он сообщает им о записи, которую они нашли на новогодней вечеринке, где присутствовали все редакторы. Вера Штёвичкова правильно делает вывод, что человек, который рассказал им об этом, — Томаш, но она не раскрывает этого остальным.
Однажды ночью Карел Гоффманн, директор Центрального управления связи, вызывает Томаша Гавлика в свой кабинет и сообщает ему, что войска Варшавского договора вторгнутся в Прагу в течение нескольких часов, и просит его передать ложное сообщение о том, что речь идёт о помощи в борьбе с фашизмом в Чехословакии. Томаш колеблется, после чего Гоффманн пригрозил выключить радио, если оно передаст что-то другое. Он быстро бежит домой, где приказывает Павлу немедленно собрать вещи и уехать. Павел нехотя подчиняется.
В рекордно короткие сроки редакторы запустили радиостанцию и оповестили население о нападении на Чехословакию. Затем радио прекращает вещание, потому что Гоффманн его выключает. Вещание возобновлено через передатчик в Либлице. Вскоре к зданию радиостанции прибывают войска и входят в здание — становится ясно, что вскоре они нападут на их студию, которая находится на верхних этажах, и после того, как это действительно происходит, их выгоняют из здания, за исключением Томаша, который тактически избежал их.
Редакторы спешат в импровизированные студии в окрестностях Праги, откуда они ведут вещание «по проводам». Томаш остаётся в студии, чтобы обеспечить трансляцию до тех пор, пока не заработает армейский узел связи. Его поймали. Радио продолжает работать, но этого никто не замечает, поскольку система, по-видимому, выключена. Томаш общается с другими редакторами посредством кодированной речи, пока не получает указание отключить главное здание и быстро исчезнуть, поскольку армейский узел связи находится в работе. Он пользуется невнимательностью солдата, которого отвлекает распитие спиртного радиоведущим Грабским. Томаш сбегает и бежит прямиком в одну из импровизированных студий.
Фильм заканчивается капитуляцией и возвращением Павла домой.

## Роли
| Актёр              | Роль                      |
| ------------------ | ------------------------- |
| Войтех Водоходский | техник Томаш Гавлик       |
| Таня Паугофова     | Вера Штёвицкова           |
| Станислав Майер    | Милан Вайнер              |
| Войтех Котек       | Иржи Динстбир             |
| Мартин Гофманн     | Любош Добровский          |
| Петр Лненицка      | Ян Петранек               |
| Якоб Эрфтемейер    | Людвик Чермак             |
| Томаш Машталир     | Карел Гоффманн            |
| Ян Новотный        | Антонин Новотный          |
| Тео Жак            | Вальдемар Матушка         |
| Матьяш Ржезничек   | Карел Ездинский           |
| Хана Куснерова     | Мари Вайнерова            |
| Ян Недбал          | Зденек Шимр               |
| Игорь Бареш        | Грабский, радиоведущий    |
| Марика Шопоска     | секретарша Ярунка         |
| Ондржей Ступка     | Павел Гавлик, брат Томаша |
| Томаш Вебер        | студентка Голенда         |
| Дэниел Тума        | студент Карасек           |
| Петр Халичек       | техник Ярослав Павелка    |
| Рене Шмотек        | техник Гоушка             |
| Петр Бухта         | техник Скацел             |
| Ян Теплы           | сотрудник СГБЧ Бурда      |
| Ондржей Волейник   | сотрудник СГБЧ Далецкий   |

## Производство

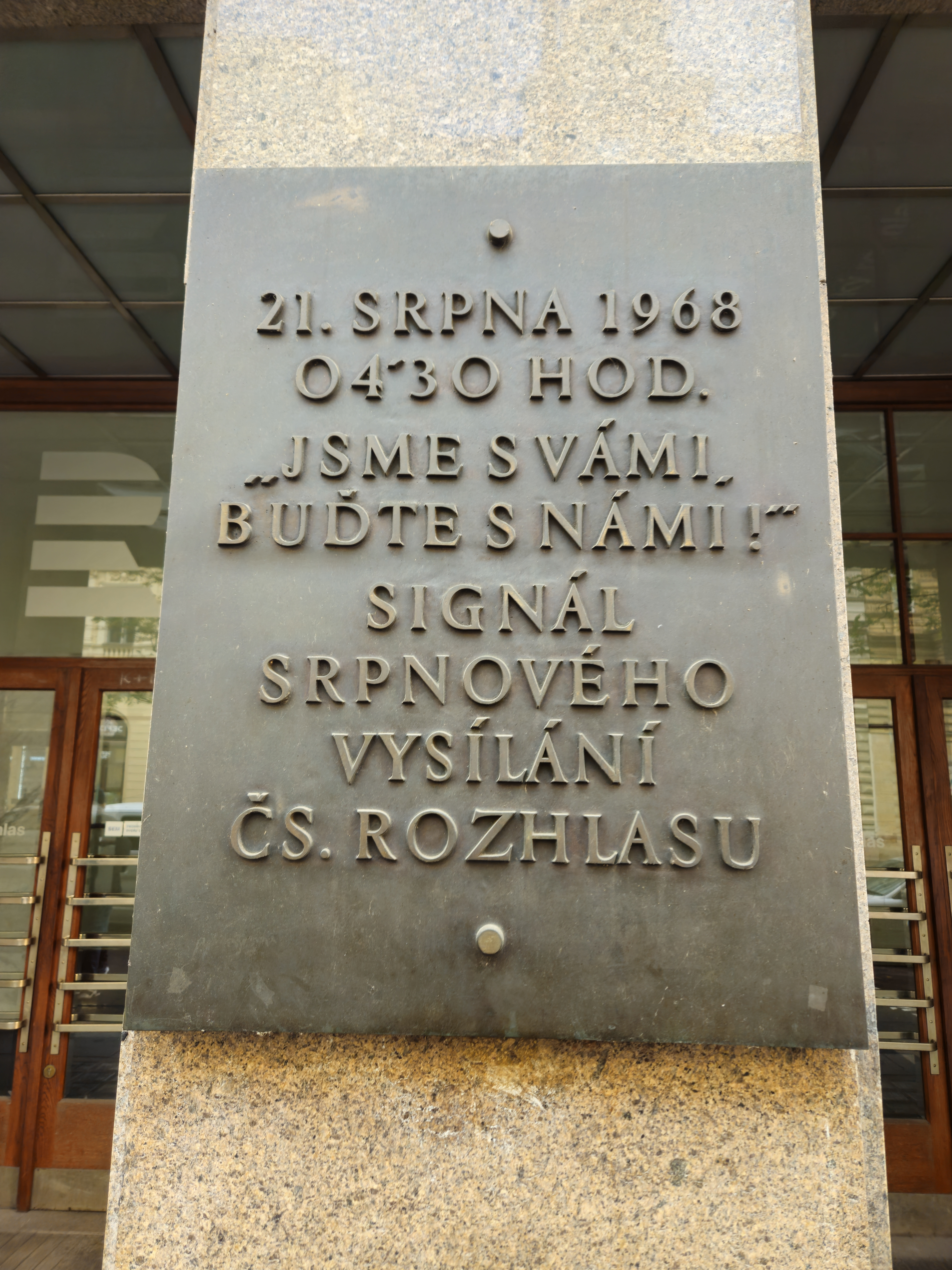
Эта знаменитая цитата «Jsme s vami, budte s nami!», также появляется в фильме

Работа над темой фильма началась в 2009 году, однако исследование темы фильма началось только в 2015 году, а подготовка заняла 4 года. Фильм снимался в мае 2023 года в пражском районе Летна, а съёмки проходили в здании Чешского радио в Пльзени, Яромерже, недалеко от Хоцеради или в Словакии. Финальные съёмки состоялись 12 ноября 2023 года,на улице Нерудова в районе Мала-Страна, а 5 апреля 2024 года началась запись музыки кинооркестром.
Самой сложной частью подготовки фильма стал поиск актёра на роль тогдашнего директора по коммуникациям Карела Хоффмана. Сам Иржи Мадл рассматривал возможность сыграть этого персонажа, но он был слишком молод для этого, и он выбрал на эту роль Томаша Машталира. Первым на роль был утверждён Мартин Гофманн, который согласился на роль журналиста и первого министра обороны Любоша Добровски.

## Музыка
Оригинальную музыку к фильму написал Саймон Гофф, а записал Симфонический оркестр Чешского радио под управлением дирижера Михаэлы Рожи Ружичковой. Заглавную песню «Vlny» написала и исполнила Эва Фарна. В одной из сцен фильма Вальдемар Матушка (которого играет Тео Жак) поёт в клубе песню «Pojď se mnou, lásko má». Также в фильме было использовано большое количество песен той эпохи, включая: «Přejdi Jordán» Гелены Вондрачковой, «Nechte zvony znít» Марты Кубишовой, «Za vodou, za horou» Ганы Ульриховой и Петра Ульриха, и «Čerešně» Ганы Гегеровой. Прослушивание радиопередач во время оккупации в фильме отражено в песне «Ближе, Господь, к Тебе».

## Приём
По данным агрегатора рецензий — Kinobox, фильм получил положительные отзывы критиков.
Премьера фильма состоялась на Международном кинофестивале в Карловых Варах, где он получил 10-минутные овации зрителей и завоевал по результатам зрительского голосования среднюю оценку 1,05. Фильм также удостоился оваций на премьере в Братиславе, Словакия.
Фильм получил премию «Спутник» за лучший фильм на иностранном языке и 15 номинаций на премию «Чешский лев», включая специальную премию киноманов.

### Награды и номинации
| Год  | Событие                                           | Награда                                                          | Категория                                    | Получатель(и)             | Результат | Пр.           |
| ---- | ------------------------------------------------- | ---------------------------------------------------------------- | -------------------------------------------- | ------------------------- | --------- | ------------- |
| 2024 | 58-й Международный кинофестиваль в Карловых Варах | Награда ежедневной газеты «Právo»                                | Приз зрительских симпатий                    | Иржи Мадл                 | Победа    | [ 33 ] [ 34 ] |
| 2024 | Фестиваль чешских фильмов в Пльзене               | Премия студенческого жюри Западночешского университета в Пльзене | Лучший художественный или анимационный фильм | «Волны»                   | Победа    | [ 35 ] [ 36 ] |
| 2025 | 29-я церемония вручения премии «Спутник»          | Премия «Спутник»                                                 | Лучший фильм на иностранном языке            | «Волны»                   | Победа    | [ 37 ]        |
| 2025 | 15-я церемония вручения премии кинокритиков Чехии | Премия кинокритиков Чехии                                        | Лучший фильм                                 | Моника Кристлова          | Номинация | [ 38 ]        |
| 2025 | 15-я церемония вручения премии кинокритиков Чехии | Премия кинокритиков Чехии                                        | Лучший режиссёр                              | Иржи Мадл                 | Номинация | [ 38 ]        |
| 2025 | 15-я церемония вручения премии кинокритиков Чехии | Премия кинокритиков Чехии                                        | Лучший сценарий                              | Иржи Мадл                 | Номинация | [ 38 ]        |
| 2025 | 32-я церемония вручения премии «Чешский лев»      | Чешский лев                                                      | Лучший художественный фильм                  | «Волны»                   | Ожидается | [ 21 ]        |
| 2025 | 32-я церемония вручения премии «Чешский лев»      | Чешский лев                                                      | Лучший режиссёр                              | Иржи Мадл                 | Ожидается | [ 21 ]        |
| 2025 | 32-я церемония вручения премии «Чешский лев»      | Чешский лев                                                      | Лучший сценарий                              | Иржи Мадл                 | Ожидается | [ 21 ]        |
| 2025 | 32-я церемония вручения премии «Чешский лев»      | Чешский лев                                                      | Лучший актер в главной роли                  | Войтех Водоходский        | Ожидается | [ 21 ]        |
| 2025 | 32-я церемония вручения премии «Чешский лев»      | Чешский лев                                                      | Лучшая актриса второго плана                 | Таня Паугофова            | Ожидается | [ 21 ]        |
| 2025 | 32-я церемония вручения премии «Чешский лев»      | Чешский лев                                                      | Лучший актер второго плана                   | Станислав Майер           | Ожидается | [ 21 ]        |
| 2025 | 32-я церемония вручения премии «Чешский лев»      | Чешский лев                                                      | Лучший актер второго плана                   | Мартин Гофманн            | Ожидается | [ 21 ]        |
| 2025 | 32-я церемония вручения премии «Чешский лев»      | Чешский лев                                                      | Лучшая музыка                                | Саймон Гофф               | Ожидается | [ 21 ]        |
| 2025 | 32-я церемония вручения премии «Чешский лев»      | Чешский лев                                                      | Лучшая операторская работа                   | Мартин Жиаран             | Ожидается | [ 21 ]        |
| 2025 | 32-я церемония вручения премии «Чешский лев»      | Чешский лев                                                      | Лучший монтаж                                | Филип Маласек             | Ожидается | [ 21 ]        |
| 2025 | 32-я церемония вручения премии «Чешский лев»      | Чешский лев                                                      | Лучшая работа художника-постановщика         | Петр Кунц                 | Ожидается | [ 21 ]        |
| 2025 | 32-я церемония вручения премии «Чешский лев»      | Чешский лев                                                      | Лучшие костюмы                               | Катарина Штрбова Беликова | Ожидается | [ 21 ]        |
| 2025 | 32-я церемония вручения премии «Чешский лев»      | Чешский лев                                                      | Лучший грим                                  | Адель Андела Бурсова      | Ожидается | [ 21 ]        |
| 2025 | 32-я церемония вручения премии «Чешский лев»      | Чешский лев                                                      | Лучший звук                                  | Виктор Экрт               | Ожидается | [ 21 ]        |
| 2025 | 32-я церемония вручения премии «Чешский лев»      | Чешский лев                                                      | Премия киноманов                             | «Волны»                   | Победа    | [ 21 ]        |